# Francis Harper
Francis Harper (Southbridge, Massachusetts, 17 de noviembre de 1886 — Chapel Hill, Carolina del Norte, 17 de noviembre de 1972) fue un naturalista estadounidense que estudió la distribución de la flora y fauna de Canadá, con una actuación vasta y activa en el norte canadiense.

## Biografía
Francis Harper obtiene en 1914 su grado B.A. en la Cornell University siendo empleado como zoólogo en la «Expedición Geológica de Canadá al Lago Athabasca–Región Gran Lago Slave»". La expedición al mando de Charles Camsell, deja Athabasca el 18 de mayo de 1914 y retorna el 10 de octubre del mismo año. Harper obtiene información de los vegetales, peces, anfibios, reptiles, aves, mamíferos.
Luego se marcha a Francia con un contrato de control de roedores hasta finalizar la I Guerra Mundial
Retorna en 1920 al área de Athabasca, con Hamilton Laing y J.A. Loring, trabajando bajo los auspicios del "United States Biological Survey", la expedición obtiene una enorme colección de vertebrados: 1.200 aves y 350 mamíferos
De 1919 a 1932, publica una serie de trabajos técnicos de plantas, peces, reptiles, anfibios, mamíferos, y de fisiografía y regiones faunísticas de Athabasca–Slave Lake, sobre la base de su trabajo de campo entre 1914 y 1920. Recién en 1947 regresa a la región.
En 1925 se doctora con la tesis, A faunal reconnaissance in the Athabaska and Great Slave Lakes region, de la Cornell University.
De 1920 a 1947 fue empleado del "Museo del Estado de Nueva York", la "Boston Society of Natural History", "Biological Abstracts", "American Committee for Wildlife Protection", "Penrose Fund", "American Philosophical Society".
En 1945 completa y publica Extinct and Vanishing Mammals of the Old World.
En 1947, Harper realiza un sueño de más de 30 años, cuando realiza un reconocimiento biológico del área del lago Nueltin, en el sudeste de Keewatin. La expedición fue pagada por la "US Office of Naval Research", con fondos del "Instituto Ártico de EE. UU." En contraste con 1920, cuando viajaba en mula y canoa, Harper usó una aeronave. Así pudo reconocer la inmensidad de la región. Trajo especímenes de 800 plantas, 117 aves, y 113 mamíferos.
En 1953 Harper hace su última exploración a la península de Ungava. Viaje soportado con fondos de la "Office of Naval Research" y el "U.S. Department of the Army". Recorre localidades entre 53° y 57° N, y del lago Knob en un radio de 20 km, cerca de la frontera Quebec/Labrador, a 54°50′ N. Estuvo en el campo cuatro meses, recogiendo datos muy amplios. Reporta sus observaciones en seis trabajos, sobre peces, aves, mamíferos, y el pueblo Montagnais; publicados por la Universidad de Kansas "Museo de Historia Natural". Aunque Harper no volvió al norte después de 1953, permaneció interesado en la región, particularmente en los efectos del estroncio en los caribúes y en los pueblos originarios, y en 1963 publica Caribou and Eskimos, en el IUCN Boletín 6.
En 1958 publica una edición anotada de The Travels of William Bartram.
Muchos de sus manuscritos nunca se publicaron por falta de fondos, y parte se perdieron.
Fallece en Chapel Hill, Carolina del Norte, el 17 de noviembre de 1972, a los 86 años.

## Obra
Lista completa disponible en archivos de la Universidad de Kansas (enlace roto disponible en Internet Archive; véase el historial, la primera versión y la última).
- 1932. Mammals of the Athabaska and Great Slave lakes region. J. of Mammalogy 13:19-36
- 1953. Birds of the Nueltin Lake expedition, Keewatin, 1947. American Midland Naturalist 49:1-116
- 1955. The barren ground caribou of Keewatin. Univ. of Kansas Museum of Natural History Miscellaneous Pub. N.º 6. 164 pp.
- 1956. The mammals of Keewatin. Univ. of Kansas Museum of Natural History Miscellaneous Pub. N.º 12. 94 pp.
- 1958. The Travels of William Bartram. Univ. of Georgia Press; reeditó Naturalist's de 30 de sep de 1998. ISBN 978-0820320274
- 1958. Birds of the Ungava Peninsula. Univ. of Kansas Museum of Natural History Miscellaneous Pub. N.º 17. 171 pp.
- 1961. Land and fresh-water mammals of Ungava. Univ. of Kansas Museum of Natural History Miscellaneous Pub. N.º 27. 178 pp.
- 1963. Caribou and Eskimos. International Union for the Conservation of Nature, Bulletin N.º 6
- 1964. Caribou Eskimos of the Upper Kazan River, Keewatin. Univ. of Kansas Museum of Natural History Miscellaneous Pub. N.º 36. 74 pp.

## Honores

### Epónimos
- (Melanthiaceae) Harperocallis McDaniel[2]
- La abreviatura «F.Harper» se emplea para indicar a Francis Harper como autoridad en la descripción y clasificación científica de los vegetales.[3]